# フェルナン・メンデス・ピント

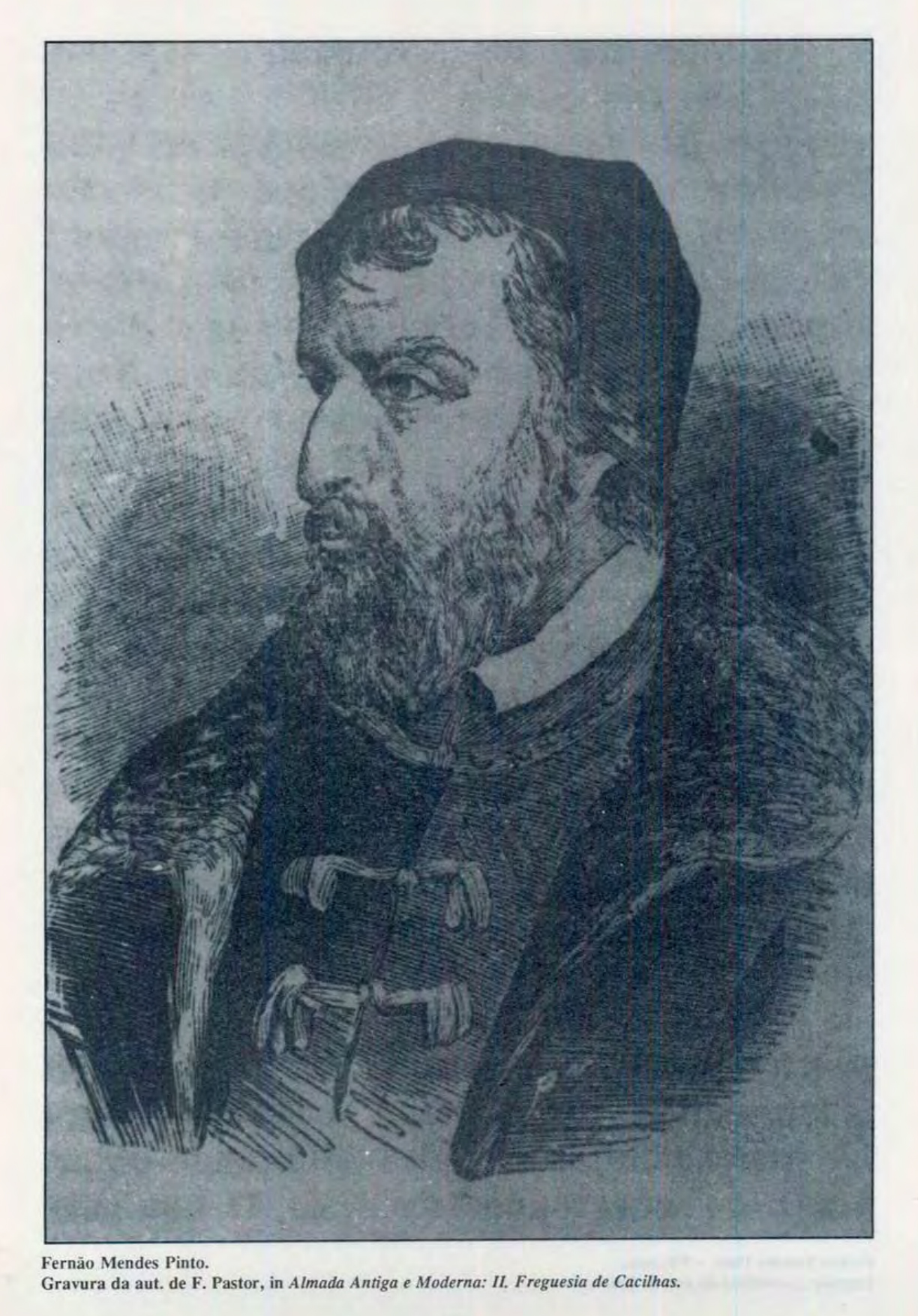
フェルナン・メンデス・ピント

フェルナン・メンデス・ピント（Fernão Mendes Pinto, IPA: fɨɾ'nɐ̃ũ 'mẽdɨʃ 'pĩtu, 古典ポルトガル語: Fernam Mendez Pinto, 1509年? - 1583年7月8日）は、ポルトガル人冒険家、著述家。ポルトガル最大の冒険家ともいわれる。
16世紀に商人・冒険家として日本を含むアジアやアフリカを旅し『遍歴記』を著したが、嘘や誤りが多いことから「ほら吹きピント」とも呼ばれた。ただし、今日ではそういった評価への疑問も投げ掛けられている。
なお、ミシガン大学が『遍歴記』の英訳版を全編インターネット上に無料公開している。

## 概要
ピントの業績は死後の1614年に刊行された『遍歴記』 (Peregrinação) で知られる。ただしこの書物に記載された内容が真実であるかどうか定かではない。確実なのは1537年にリスボンを発ち、1539年にマレー半島のマラッカに行き、現在の東南アジアを見て回り、富を蓄え、中国方面への貿易商を生業としており日本にも渡来していること、1551年フランシスコ・ザビエルに日本に教会を設立する為の資金を提供したこと、その後、ポルトガルに帰ろうと思ってインドのゴアまで戻っていたが、1554年にザビエルのいまだ腐っていなかった（といわれている）遺体を目にして、回心しイエズス会に入会、1556年に日本へ渡ったが、日本でイエズス会を脱退。1558年ゴアへ戻り同じ年にリスボンへ戻ったことなどである。
『遍歴記』に年代は記されていないが、おそらく1544年あるいは1545年にポルトガルの鉄砲を日本に初めて伝えた人物の一人とされている。しかし、ピントが日本に来たのは1540年代後半か1550年代であることが明らかになっており、この鉄砲伝来に関しては不確かである。
ピントはポルトガルの東アジアにおける植民地主義に対して、キリスト教の布教に見せかけたものとして鋭い評価を『遍歴記』の中で行っている。これは、後世においては一般的な見方となるが、当時においては斬新な見方であったといえる。
ただし『遍歴記』自体は「13回生け捕られ、17回売り飛ばされた」など、現実としてとらえるには無理があるような記述もあり、古くから嘘つき呼ばわりされた。たとえば、ポルトガル語のだじゃれ遊びには、ピントの名前を、"Fernão, Mentes? Minto!"、（「フェルナン、嘘をついたか？ 嘘をついたよ！」）としたものがあり、イギリスの劇作家、ウィリアム・コンクリーブの喜劇Love for Loveには "Ferdinand Mendez Pinto was but a type of thee, thou liar of the first magnitude." （「フェルディナンド・メンデズ・ピントはおまえのようなやつの事で、おまえは第一級の嘘つきだ」）などという記述も登場する。

## 生い立ち
ピントはモンテモル・オ・ヴェリョで1509年（1510年とも）に生まれたと見られている。貧乏な家であり、少なくとも2人の兄弟と、二人の姉妹がいた。なお、ピントをユダヤ人で、マラーノ（新キリスト教徒）とする説もある。ピント一族はもとスペインのマドリッド近郊のピント村出身で、のち迫害をうけ、ポルトガル、モロッコ、カナリア諸島に移住したという。
彼の男兄弟のアルベロは1551年にはマラッカにおり、別の書簡ではピントの兄弟の一人はマラッカで殉教している。また、1557年にはコーチンに裕福な従兄弟フランシスコ・ガルシア・デ・ヴァルガスがいた。
1521年にはリスボンでポルトガル王ジョアン2世の息子でモンテモル・オ・ヴェリョの領主でもあったジョルジ公の元で奉公していたが、2年後、フランシスコ・デ・ファリアに奉公するため、セトゥーバルに向けて出航したが、フランスの海賊船に襲われてアレンテジョの海岸まで連れ去られ放置された。

## 遍歴
ピントの旅は大まかに3つに分けることができる。最初の旅はポルトガルから西インド海岸のポルトガル植民地への旅であり紅海やアフリカ、ペルシア湾などの地域をめぐっている。その次の旅は、インドに渡った後にマラッカに移り今度はスマトラやシャム、中国、ビルマ、中国、日本などをめぐる旅である。そして、ヨーロッパへ戻る旅である。『遍歴記』の記述の信憑性には疑問があるが、以下ではピントの『遍歴記』にそって話をする。

### インドへの旅

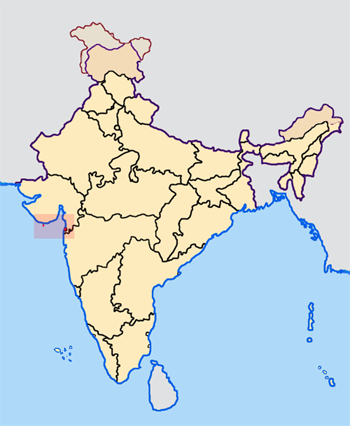
ディーウの所在を示す地図

ピントの旅行は1537年3月11日のリスボン出航から始まる。その後、ポルトガル領モザンビークに寄港。9月5日にはボンベイの北西にある要塞島であり、さかのぼる事2年前にポルトガルに占領されたばかりのディーウに到着。ピントの記録によれば、このときディーウは東洋における貿易を独占し続けるため、ポルトガル勢力を退けようとしたオスマン帝国スルタン・スレイマン1世の統治を受けていたとされる。
この際、ムスリムの貿易船を襲い、その船員から得た儲け話に魅了され、紅海への偵察隊に加わり再び航海に出た。途中、ピントの言うプレステ・ジョアン（ダウィット2世）の母であるエチオピアのヘレナ（エレニ）によって山中に雇われていたポルトガル人傭兵隊に伝言を伝える為、エチオピアに停泊した。その後、エチオピアの港町マッサワを発った所で、オスマン帝国のガレー船を包囲したが、逆に敗北し、アラビアの南西にあるモカ（アル・ムハ）まで運ばれ、奴隷として売り飛ばされた。ピントはギリシア人ムスリムに買い取られ、残酷に当たられたため何度か自殺を試みたが、そのうち、ナツメヤシと交換でユダヤ人の手に渡された。

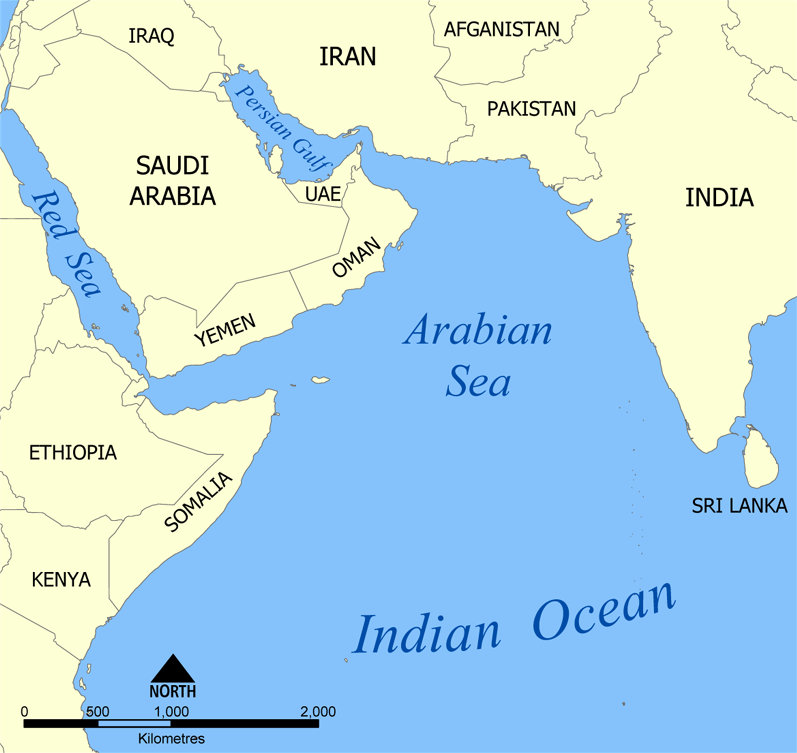
モカは現在のイエメンにあり、ホルモズはイランにある。

そのユダヤ人はピントを連れてオルムス（ホルモズ）へ連れて行き、ポルトガル人の要塞司令官とポルトガル王の命令で来ていた総督によってお金が支払われ引き渡された。
ピントはインドへの旅が自由になった後、ポルトガル植民地であり、オスマン帝国によって陸路が封鎖された後、海路における香辛料貿易を完全に掌握したポルトガル海軍基地のあるゴアに向けて旅立つことになったが、ピントの意に反し、ダブル港に停泊していたオスマン船を拿捕するか破壊する事になった。この後オスマン船との海戦がアラビア海で行われ、その勝利の後、ピントはゴアへ向かった。

### マラッカと東アジア地域

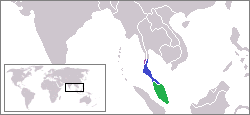
緑色の部分がマレー半島である。

1539年以降はピントはマラッカに渡っている。マラッカの司令官であるペロ・デ・ファリアは、東方の未だポルトガルが発見していない地域と外交関係を持とうと、ピントを外交使節として用いた。
マラッカにおける初期の彼の仕事はほとんどが、スマトラ島にある小さな諸王国との交流で、これらの諸王国はアシェン（アチェ王国）と宗教的に対立しておりこれを回避しようとポルトガルと友好関係を結んだものとピントは『遍歴記』に書いている。
ピントはこの仕事の合間に、私的な貿易を行い富を増やしたが、仲間達が国王の利益に反する貿易を行っていたのを尻目に、ピントは国王に対しての献金は取っておいた。また、ピントはスマトラ島のグァテアンジン川周辺のジャングルでカケセイタンという未確認生物を目撃している。

#### パタニ王国
ピントはシャム（アユタヤ王国、現・タイ王国）に囚われているポルトガル人の解放交渉に当たるべく、当時朝貢国であったマレー半島東岸のパタネ王国（パタニ王国、現・タイ、パッターニー）にいくことになる。このとき、シャム近海で貿易活動を行っていた船乗りと一緒に旅立ったが途中で、ムスリムの海賊、コジャ・アセム（Coja Acem）に襲われ、金目のものを盗まれた。この後、この海賊を追って航海していくうちにアントニオ・デ・ファリアを中心に自ら海賊行為を行うようになった。なおこの、アントニオ・デ・ファリアは実在の人物だが、ポルトガルの文学においては高名なアンチ・ヒーローとして扱われている。

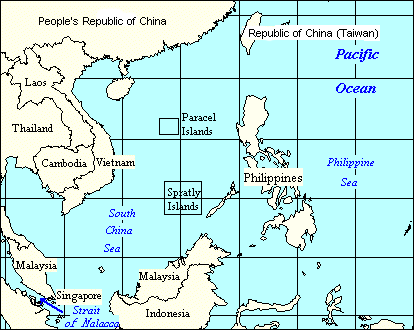
南シナ海および現在の近隣諸国の地図

#### 中国
ピントは海賊として1ヶ月過ごした後、トンキン湾や南シナ海においてでも海賊行為をおこない、中国の海南島に到着した。島をあとにして川に到着するとアセムのジャンク船と遭遇し戦闘になった。戦場では火縄銃の発砲音などが鳴り響いていた。
結局アセムはポルトガル人の剣で頭と両脚を切断された。アセムを倒すとポルトガル人たちは負傷した彼の部下や関係者たちが療養していた木造の寺院に火をつけて皆殺しにした。
その後、ピントらはシミラウという中国人海賊の案内で17人の中国皇帝が財宝とともに埋葬されているというカレンプルイ島（Calempluy、Calemplui）に赴くことになった。彼らは航海の途上で中国の秘境に住むギガウホ族（Gigauhos）という巨人族に遭遇した。彼らは虎の皮を身にまとい、木の棍棒を持っていた。
ギガウホ族と別れて航海を続けると川の中州に浮かぶ神秘の島、カレンプルイにたどり着いた。ピントはカレンプルイ島について以下のように述べている。
彼らは島に上陸すると島内にある墓を略奪し財宝を船に積み込んだ。なお、カレンプルイ島の正確な位置は不明だが中国説や李氏朝鮮説などがある。
カレンプルイ島を出航後ピントはまた難破して、中国人の手に落ち、北京で裁判にかけられ万里の長城における強制労働を命じられた。彼らはその昔ハンガリーから中国にやって来たキリスト教宣教師、マテウス・エスカンデルが死者を蘇らせたという奇談を聞いたり、彼が立てた巨大な石造の十字架を見たりした。その後、ピント達はタルタリア（タタール）の中国への侵略の際に連れ去られた。ピントやその仲間は砦を攻撃する方法をタタール人に教え、代わりに自由を勝ち取り、外交使節がコーチシナに行く際に、一緒についていくように王に命ぜられた。
この旅の途中ポルトガル人の一行は、ピントが「教皇のような」と表現するヨーロッパ人が未だ見たことのない人物に会っているが、これはダライ・ラマの事かも知れない。広州付近に来たとき、ピントはタタール人の旅行ののろさに苛立って、ピントと2人の仲間は、中国人の率いる海賊船に乗り込んで旅を続けた。

#### 日本

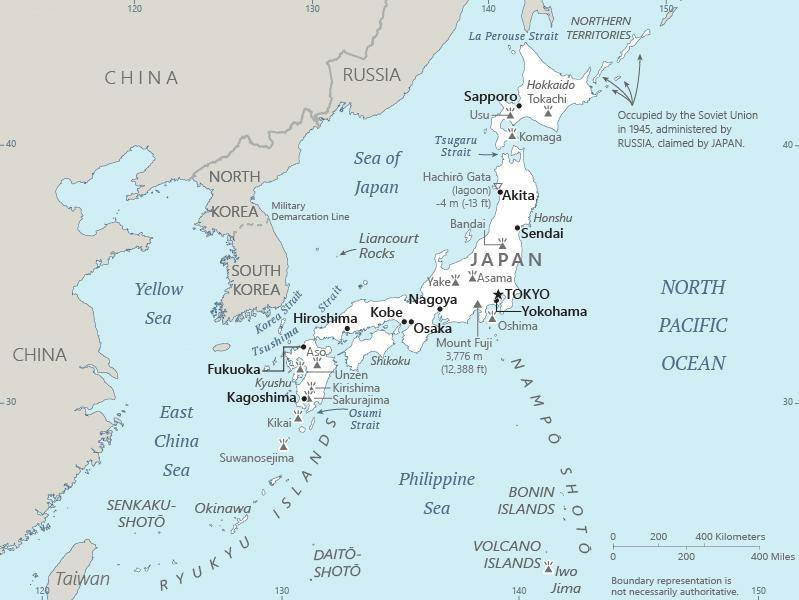
日本地図

『遍歴記』ではその数年後、前後関係から1544年ごろと推測されるが、ピントは嵐に遭遇して日本の「タノシマ」(Tanoxima)つまり種子島に漂着し、ヨーロッパ人で最初に日本に入国して火縄銃を持ち込んだと主張している。イエズス会の歴史家ジョバンニ・ピエトロ・マッフェイが1582年に書き留めたピントの証言によれば、これは1541年6月24日のことである。
ピントはこの後、中国のリャンポー（寧波沖合の双嶼）に到着したが、その地で、ポルトガル人貿易商達に日本の話をすると、商人達は日本との貿易に関心を持ち、ピントはこの商人達と日本へ向かうこととなった。しかし、ピント達はその航海で難破し、レキオ・グランデすなわち大琉球（現・沖縄島）にたどり着いたが、持っていた交易品によって海賊と思われ、処刑されそうになるが、ある身分の高い女性の取りなしで釈放された。
1549年に鹿児島を発つ際には何らかの理由で追われていたアンジェロともう1人の日本人をマラッカに連れて行きフランシスコ・ザビエルに引き合わせ、キリスト教に改宗させた（ただし、ザビエルの伝記によると、ヤジロウと会ったのは1547年12月）。この後ザビエルはヤジロウらと共に1549年8月15日に日本に渡りカトリックを日本に伝えた。1551年にピントはザビエルに再会し共同で布教活動を行った。
ピントは1554年、ポルトガルに帰ろうとするが、その前に、ゴアでイエズス会に蓄えた財産を寄付し、入会し、修道士となった。このときにザビエルの遺体をゴアで目撃している。

#### 日本への最後の旅

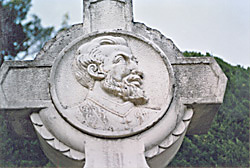
長崎平戸のザビエル像

1554年、大友義鎮からの手紙がゴアに届き、その内容は洗礼を受けたいので宣教師をよこして欲しいとの旨のものであった。ピントは他の聖職者らと日本に同行することになる。このときの訪問では豊後国の大友氏との外交が樹立されたが、大友家の諸事情により義鎮の改宗には失敗した。ただし、この22年後には義鎮は改宗した。
この日本へ1554年〜1556年の旅では、ピントはザビエルの後継者と共にポルトガルの正式な外交使節として豊後国の大名に派遣された。しかし、理由は不明であるが、1557年ピントはイエズス会を脱会する。日本におけるイエズス会の脱会者はピントが初めてであると記録されている。

#### マルタバン
ピントが最初にマラッカに戻った時には、ペロ・デ・ファリアがおり、彼の命を受けてマルタバン（現・ミャンマー、モッタマ）に外交使節として赴いた。しかし、その時マルタバンはブラマ（ビルマ）と戦争中で、ピントはマルタバンの王を裏切りブラマ王の側に付いたポルトガル人傭兵隊のキャンプに逃げ込む。しかし、そこでポルトガル人に裏切られ、ブラマ王の官吏の捕虜となり今のカラミニャム（現：ラオス・ルアンパバーン）に連れて行かれるが、ビルマがサヴァディ（現・ミャンマー・サンドウェ）を攻撃した際に、どさくさに紛れて逃げ出し、ゴアに向かった。

#### ジャワ
ゴアに戻ったピントはまた再びペロ・デ・ファリアに出会った。ペロはジャワに中国に売りに行く為の胡椒をピントに買いに行かせた。ジャワのバンタ港（現・インドネシア、バンテン州）で40人のポルトガル人の傭兵隊に加わり、デマ王がパルサバンを攻略するのを手伝うが、デマ王が小姓に殺されたのでデマに戻った。

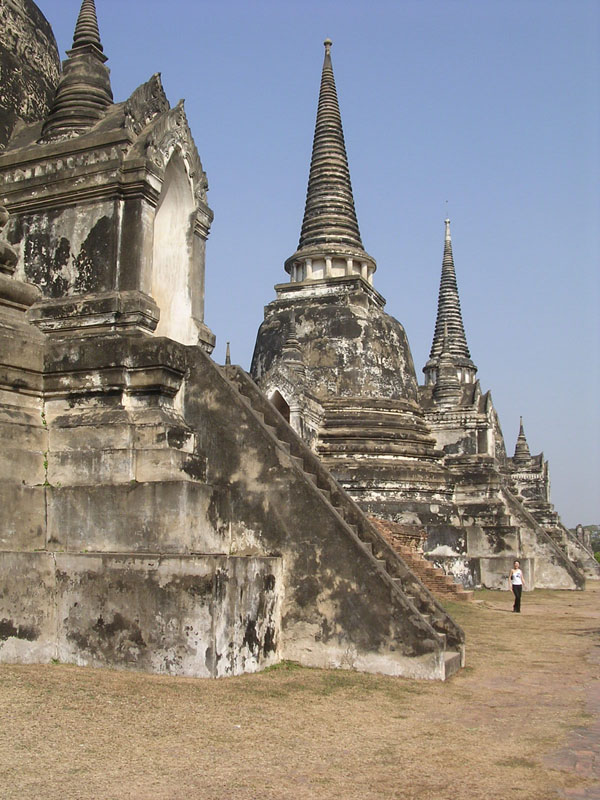
アユタヤの遺跡

その後、デマでは内乱が起こったので他のポルトガル人と共に逃げたが、シャム湾で倭寇に遭遇し、ジャワに帰らざるを得なくなった。ジャワの近海で船が大破、乗組員同士で殺し合いが起こり、逃げるに逃げ出せず食糧不足で人肉食まで行ったという。その後ジャワ人に自分をマラッカに連れて行って売り払ってくれと言って、奴隷として自らを売った。
その後、ピントはセレブレ人（現・インドネシア・スラウェシ島の原住民）に売られ、その後カラパ（現・インドネシア、ジャカルタ）の王に売り渡され、その王によって、ジャワの元々いた場所まで送り返された。
ピントは再びジャワを発ち、パタネとシャム行きの船に、知り合いに運賃を払ってもらって乗り込んだ。シャムのオディア（現・タイ、アユタヤ）の王（チャイラーチャー）はシアマイ（現・タイ、チエンマイ）を攻めようと、ポルトガル人を傭兵として雇った。これにより、ピントもシアマイに遠征に行き、勝って帰ってきたが、オディアの国王の王妃（シースダーチャン）が不貞の発覚を恐れて国王を毒殺した。その後この妃は自分の息子をも殺し、愛人（ウォーラウォンサー）を王位につけたが、この王も殺された。この政情不安につけ込んだブラマ王（タビンシュエーティー）はアユタヤに攻め入る。
この戦争の記述が、本当にピント本人のものか、あるいは伝聞によるものかは不明であるが、ピントの『遍歴記』は、この時代の西洋人によるビルマの最も詳細な史料である。

### 帰国
1558年9月22日ピントは帰国する。このときピントはイエズス会との書簡が発行されたことによって、すでに西洋世界では名を知られた人物となっていた。その後、ピントは今までの国王への奉仕に対する報償を要求したがピントが死ぬ数ヶ月前まで与えられなかった。帰国後マリア・コレイア・デ・ボレットと結婚し、少なくとも二人の娘をもうけたといわれるが、詳しいことは分かっていない。1562年にアルマダの近くにあるプラガルに隠居し農場を経営する傍ら、執筆活動も行なった。

## 『遍歴記』
1569年ごろから書き始めたものと言われている。1578年頃には全文を書き終えていたと推測されるが、生前は刊行されず、1583年の彼の死から31年を経て1614年に刊行された。本書執筆時は、ヨーロッパ各地でザビエルの伝記や書簡集が多くの言語で続々と刊行された時期と重なる。
完全な題名は以下の通りである。
『我々西洋では少ししかあるいはまったく知られていないシナ王国、タタール、通常シャムと言われるソルナウ王国、カラミニャム王国、ペグー王国、マルタバン王国そして東洋の多くの王国とその主達について見聞きした多くの珍しい事、そして、彼や他の人物達、双方に生じた多くの特異な出来事の記録、そして、いくつかのことやその最後には東洋の地で唯一の光であり輝きであり、かの地におけるイエズス会の総長である聖職者フランシスコ・ザビエルの死について簡単な事項について語られたフェルナン・メンデス・ピントの遍歴記。』
(古典ポルトガル語では: "Peregrinaçam de Fernam Mendez Pinto em que da conta de muytas e muyto estranhas cousas que vio & ouvio no reyno da China, no da Tartaria, no de Sornau, que vulgarmente se chama de Sião, no de Calaminhan, no do Pegù, no de Martauão, & em outros muytos reynos & senhorios das partes Orientais, de que nestas nossas do Occidente ha muyto pouca ou nenhua noticia. E tambem da conta de muytos casos particulares que acontecerão assi a elle como a outras muytas pessoas. E no fim della trata brevemente de alguas cousas, & da morte do Santo Padre Francisco Xavier, unica luz & resplandor daquellas partes do Oriente, & reitor nellas universal da Companhia de Iesus.")
なお、出版された本は原稿と同じ内容というわけではなく、ある文は消されており、他は「修正」されている。ピントが積極的にイエズス会に参加していた事が指摘されているにもかかわらず、イエズス会に言及した箇所が削除されており、これは注目する必要がある。

### 史実性
『遍歴記』の内容は、おそらく彼の記憶に基づく事実によって書かれたものと思われ、必ずしも正確な史料とは言えない。しかし、ヨーロッパ人がアジアに与えた影響、ポルトガル人の東洋における行動を現実的に分析し、記述しているといえる。
一番、疑問が投げかけられているのは、ピントがヨーロッパ人として最初に日本へ上陸し、銃を紹介した種子島漂着者3人のうちのひとりを自分と主張している部分であるが、イエズス会宣教師で日本語に精通していたジョアン・ロドリゲスはその著書『日本教会史』でそれを否定している。多くの検証の結果として、ピントは鉄砲伝来年の翌年の1544（天文13）年に初めて薩摩半島の山川に渡来したとの説が有力視されている。なお、ヨーロッパ人の初来航については、鉄砲伝来の2年前の1541（天文10）年にポルトガル船が豊後に流れ着いており、現在のポルトガルではこの年を「日本発見年」としている（発見のモニュメント）。
ピントが日本に降り立った人物であるということに対してはほとんど議論がない。つまり、後世の著述家による記録よりは『遍歴記』はある程度正確なものといえる。ザビエルの史料などから確実とされるのは、1551（天文20）年に豊後でザビエルと共に領主の大友義鎮（後の宗麟）に会見し、ザビエルが山口に修道院を建てるための資金を貸し、その後ザビエルとマラッカまで帰路を共にしたことである。また、ザビエルの志を継いだインド準管区長メルキオール・ヌーニェスの日本視察を資金面で援助し、1556（弘治2）年に彼と共に再び豊後を訪問している。
なお、ピントと一時期共に航海したアントニオ・デ・ファリアも日本を訪れたことがあるという説がある。晩年のファリアが遺言書で述べた話によると日本滞在中にショットガンを奴隷に盗まれたという。この事件は日本の歴史に大きな影響を与えた可能性がある。
また別の信憑性に関する議論では、彼がジャワでムスリムと戦ったという記述についてである。これは様々な歴史家が分析を行ったが、オランダの歴史学者P. A. Tieleは1880年に、ピント自身はこの戦いに参加しておらず、彼が他人から得た情報で書いた物と推定した。しかし同時に、Tieleはその時代のジャワに関する情報が少ないことから、ピントの記録の重要性は認めている。つまり、ピント著述の正確性に疑問があるとしても、その時代を語る唯一の情報と言うこともある。
大英帝国の官僚として東南アジアに20年滞在した現代人モーリス・コリスは、ピントの記録はすべてが信頼できるものではないが、16世紀のヨーロッパで一番完成度の高いアジアの記録であり、基本的な出来事などに関する記述は大まかに信頼できるものとしている。

### 文学性
この『遍歴記』は現実とフィクションが織り交ぜられたもので、現代でいえば「冒険小説」の範疇に準ずる。アントニオ・サライウヴァというポルトガル人文化史学者によって文学作品として大きく評価され、史実性の議論はともかく、文学としてとらえられる事もある。たとえばアントニオ・デ・ファリアに関する記述はピカレスク小説のようなものと見ることもでき、『遍歴記』に記される現地に住むアジア人から発せられる言葉はポルトガルに対して皮肉めいており、一種の風刺本と見ることもできる。

## 注脚
1. ↑  『大航海時代 旅と発見の2世紀』（1985年）p.85
2. 1 2 3 4 5 6  「ほら吹きピント」の本当の話　メンデス・ピントがザビエルを支援する 2-1奥 正敬、京都外国語大学図書館、2006
3. ↑  『大航海時代 旅と発見の2世紀』（1985年）p.87
4. ↑  ミシガン大学の公式サイト
5. ↑  Interracial Intimacy in Japan: Western Men and Japanese Women, 1543-1900 Gary P. Leupp, A&C Black, 2003
6. 1 2  Cats, Rebecca Fernão Mendes Pinto and His Peregrinação Hispania [Publicaciones periódicas]. Vol. 74, No 3, September 1991, University of California, Los Angeles
7. ↑  [https://web.archive.org/web/20060825180927/https://www.cm-guimaraes.pt/pagegen.asp?SYS_PAGE_ID=463515&id=239De+18+a+20+de+Maio,+às+22+horas+MOSTRA+DE+TEATRO+AMADOR+NO+CENTRO+CULTURAL+VILA+FLOR] 2006年5月16日, Municipio de Guimarães
8. ↑  日本語訳者の岡村多希子はピントはユダヤ人ではなかったとしているが（訳者後書き）、カリフォルニア大学ポルトガル学部はピントがマラーノであったことが通説であるとラビ・M・トケイヤーは伝えている。『ユダヤ製国家　日本』徳間書店2006
9. ↑  『東洋遍歴記 1』p.43
10. ↑  https://quod.lib.umich.edu/e/eebo/A50610.0001.001/1:10?rgn=div1;view=fulltext 2025年7月24日閲覧
11. 1 2  Sá, Isabel dos Guimarães (2019). António de Faria, one of the first Portuguese travellers to Japan 2025年4月18日閲覧。.
12. ↑  『海賊の世界史 下』p.151
13. ↑  https://quod.lib.umich.edu/e/eebo/A50610.0001.001/1:28?rgn=div1;view=fulltext 2025年7月24日閲覧
14. ↑  ポルトガル語の原文では360
15. ↑  “Fernao Mendes Pinto 6: Grave Robbery and Leeches” (英語). Human Circus (2024年1月17日). 2024年4月3日閲覧。
16. ↑  “Fernao Mendes Pinto 7: A Traveller's Guide to Ming China” (英語). Human Circus (2024年2月1日). 2025年4月19日閲覧。
17. 1 2  宇田川武久 (2013-09-05). 日本銃砲の歴史と技術. 雄山閣. p. 39. ISBN 9784639022763
18. ↑  伊川健二. “発見のモニュメントに潜む謎” (PDF). 2018年12月7日閲覧。
19. ↑  伊川健二. “１６世紀の日本と環シナ海域 ～海禁と拡張のはざまで～” (PDF). p. 30. 2018年12月7日閲覧。
20. 1 2 3 4  「ほら吹きピント」の本当の話　メンデス・ピントがザビエルを支援する 2-2奥 正敬、京都外国語大学図書館、2006
21. ↑  モタ朝日日本歴史人物事典